# Pacific Grove
Pour les articles homonymes, voir Grove.
Pacific Grove est une municipalité côtière dans le comté de Monterey en Californie centrale, États-Unis d'Amérique, connue pour ses maisons Victoriennes, ses musées, la migration annuelle des papillons monarques, l'écrivain John Steinbeck et son fameux Rue de la sardine (Cannery Row), l'Aquarium, et la célèbre station de biologie marine de l'université Stanford.

## Démographie
| 1890  | 1900  | 1910  | 1920  | 1930  | 1940  |
| ----- | ----- | ----- | ----- | ----- | ----- |
| 1 336 | 1 411 | 2 384 | 2 974 | 5 558 | 6 249 |

| 1950  | 1960   | 1970   | 1980   | 1990   | 2000   |
| ----- | ------ | ------ | ------ | ------ | ------ |
| 9 623 | 12 121 | 13 505 | 15 755 | 16 117 | 15 522 |

| 2010   | - | - | - | - | - |
| ------ | - | - | - | - | - |
| 15 041 | - | - | - | - | - |